# 그라쿠스 형제

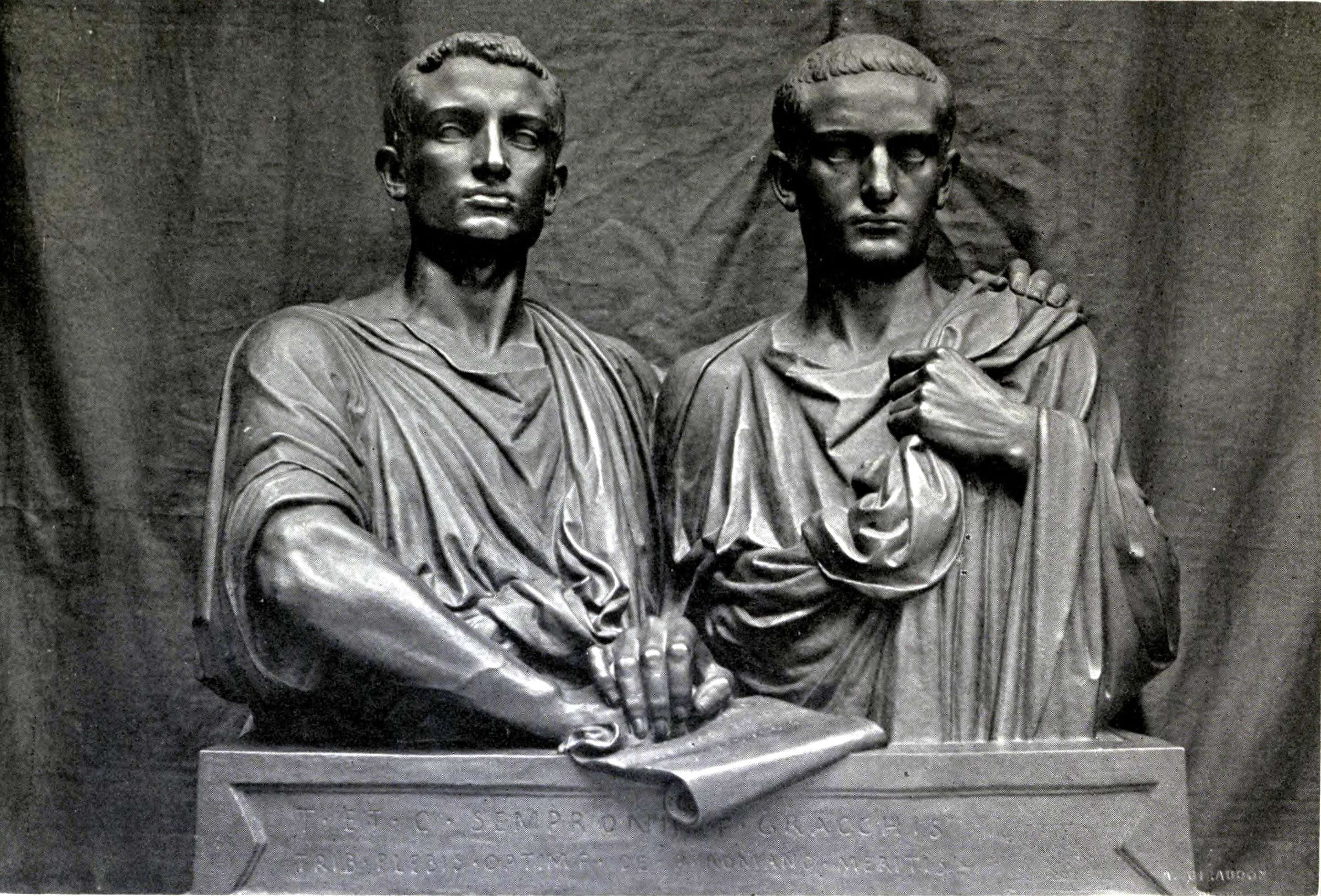

그라쿠스 형제(Gracchi)는 기원전 2세기 공화정 시대 고대 로마에서 활동한 정치가인 티베리우스 그라쿠스와 가이우스 그라쿠스를 말한다.
이들의 아버지는 집정관을 지낸 티베리우스 셈프로니우스 그라쿠스(대 그라쿠스)였고 어머니는 제2차 포에니 전쟁의 영웅인 스키피오 아프리카누스의 딸, 코르넬리아 아프리카나였다. 이들 형제는 아버지를 일찍 여의고 홀어머니 밑에서 훌륭한 교육을 받으며 자랐다.
두 형제는 모두 호민관이 되어 로마 공화정 내에서 자작농을 육성하는 토지개혁을 비롯하여 빈민, 무산자를 돕는 여러 가지 개혁을 시행하려고 했으나 로마 원로원과 보수적인 귀족 반대파에 밀려 끝내 죽임을 당하고 개혁은 실패했다.
티베리우스는 약 30세, 가이우스는 33세에 죽었고, 시체는 모두 테베레강 유역에 버려졌기 때문에 이들에게는 무덤이나 남겨진 동상, 흉상 등이 전혀 없다.
그러나 그들의 개혁안은 훗날 군인 황제들에 의해 강제적으로 받아들여졌다. 그러나 로마의 고결한 양심으로 상징된다.

## 같이 보기
- 티베리우스 그라쿠스
- 가이우스 그라쿠스
- 로마 공화정과 정치 폭력